# Dirección General de Salud Pública
La Dirección General de Salud Pública y Equidad en Salud (DGSP) es el órgano directivo del Ministerio de Sanidad, adscrito a la Secretaría de Estado de Sanidad, al que le corresponde coordinar los esfuerzos de las Administraciones Públicas y otras instituciones públicas y privadas para promover la salud y su equidad; la sanidad exterior; la prevención de las enfermedades y lesiones; la coordinación de la vigilancia en salud pública y de la preparación y respuesta ante alertas y emergencias para la salud pública de ámbito supracomunitario, nacional o internacional.
Sus competencias también abarcan la salud ambiental y laboral; el desarrollo de criterios, estándares o requisitos de autorización y calidad de los centros, servicios y establecimientos sanitarios; intervenciones sobre equidad y calidad en el sistema sanitario asistencial.
Por otra parte, también gestiona las campañas publicitarias y divulgación en salud y es el órgano encargado de promover la participación de pacientes, sociedades científicas y la sociedad civil en las políticas sanitarias de su competencia.

## Historia

### Antecedentes y primeros años
Entre el siglo XVIII y el siglo XIX, España empezó a desarrollar instituciones propias destinadas a la salud pública. La primera de estas instituciones fue la Junta Suprema de Sanidad del Reino. Esta Junta, creada en 1720 por el rey Felipe V, tuvo como objetivo liberar de trabajo al Consejo de Castilla y conseguir así un órgano que con inmediatez pudiera dar soluciones al problema de la peste, que por aquellos tiempos había venido vía marítima desde Marsella. Este organismo, además de debatir sobre medidas sanitarias y asesorar al monarca, se dedicó a racionalizar y sistematizar la dispersa legislación sanitaria de la época.

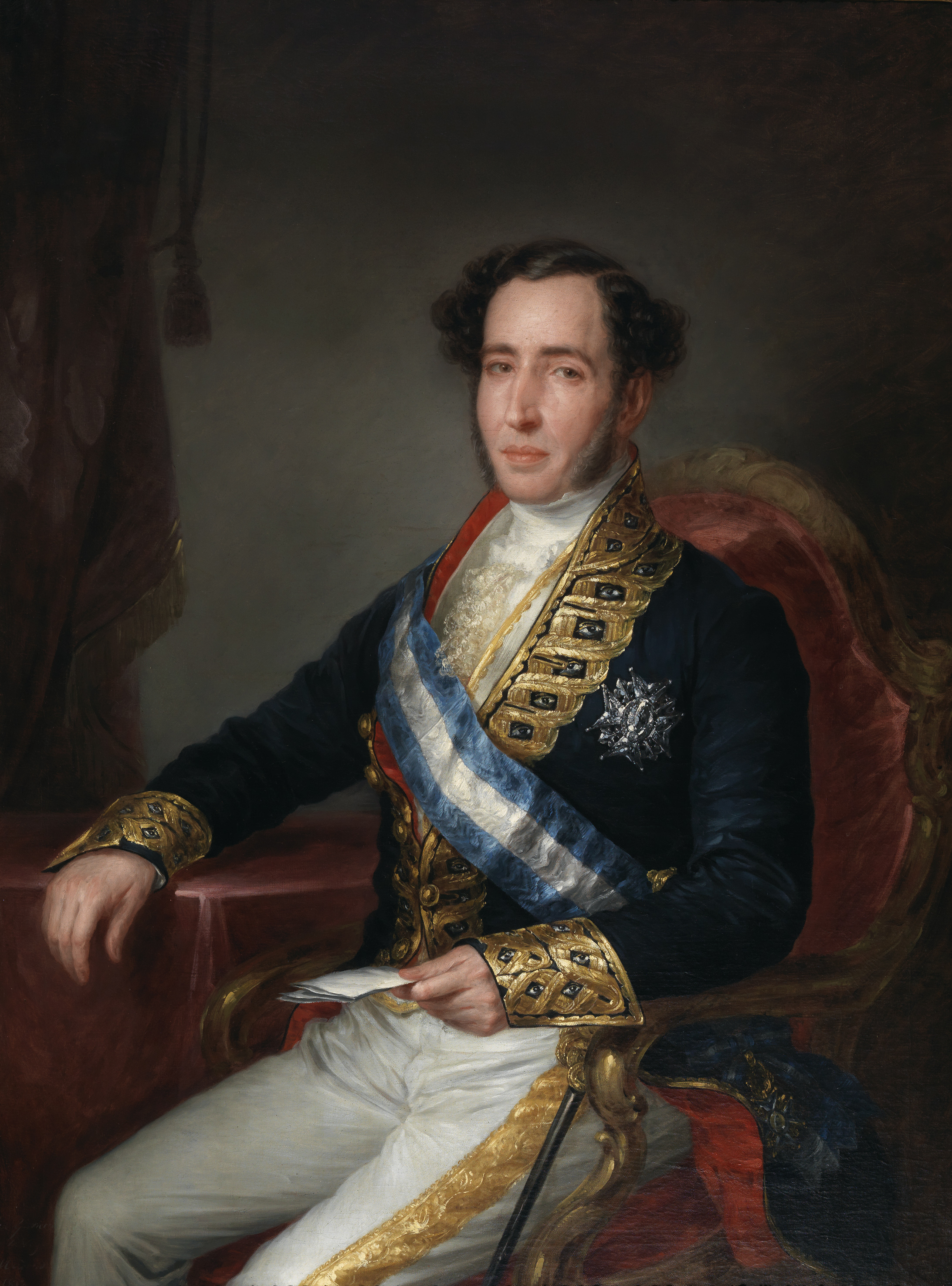
Durante el mandato de Manuel Seijas Lozano como ministro de Gobernación se reformaron los servicios sanitarios y se creó la estructura administrativa sanitaria que, a grandes rasgos, aun perdura.

En 1847, el entonces ministro de la Gobernación del Reino, Manuel de Seijas Lozano, impulsó una reforma total del marco institucional sanitario, lo que supuso la supresión de la Junta Suprema de Sanidad y su sustitución por dos órganos: el Consejo de Sanidad del Reino y la Dirección General de Sanidad.
De esta forma, mientras que el primero poseía funciones meramente consultivas, la Dirección General de Sanidad, que hoy conocemos como Dirección General de Salud Pública, asumía las funciones ejecutivas y aglutinaba en sí todas las competencia sanitarias del Ministerio de la Gobernación, departamento competente por aquel entonces en asuntos sanitarios. Unos días antes, se había aprobado una nueva estructura para el Ministerio, y fue la Dirección General de Beneficencia, Corrección y Sanidad quien incorporó esas atribuciones. Todas estas reformas se consolidan con la aprobación de la Ley de Sanidad de 1855.
Durante lo que resta de siglo, el órgano fue variando de forma constante entre tener competencias sobre prisiones junto con beneficencia y sanidad, separarse las primeras o asumir el subsecretario las competencias sanitarias. Así, entre 1852 y 1853 los asuntos sanitarios se integraron la subsecretaría, entre 1853 y 1871 fue «de Beneficencia y Sanidad», con dos periodos breves en los que se intentó separar ambos ámbitos —de 1865 a 1866 y de 1870 a 1871—, desde 1871 hasta 1875 volvió a tener la estructura establecida en 1847 y desde 1875 a 1892 volvió a ser solo Beneficencia y Sanidad. Precisamente, en 1892 se suprime el órgano, pasando las funciones sanitarias de nuevo a la Subsecretaría hasta 1899, cuando se recupera ya únicamente como «de Sanidad».
En julio de 1903 se aprobó la Instrucción General de Sanidad Pública que reemplazó la Dirección General de Sanidad por dos Inspecciones Generales: una de Sanidad Interior y otra de Sanidad Exterior.
La ley de presupuestos de 1917 recuperó el órgano directivo como Inspección General de Sanidad, y a partir de 1919 se agruparon bajo su paraguas a las entonces Subinspecciones Generales de Sanidad Interior, de Sanidad Exterior y de Instituciones Sanitarias. Tres años más tarde, en 1922, la Inspección General se transforma en Dirección General y las subinspecciones se elevan al rango de inspecciones.
En 1926 se creó el Boletín Técnico de la Dirección General de Sanidad, hoy Revista Española de Salud Pública.
Tras estos hechos iniciales y, salvo el breve periodo en el que existió el Ministerio de Sanidad y Asistencia Social (de noviembre de 1936 a mayo de 1937), la Dirección General continuó vigente y con esa denominación hasta 1977.

### Democracia actual
En 1977 se abre una nueva etapa al recuperarse el Ministerio de Sanidad y Seguridad Social de forma permanente y el órgano se renombra como Dirección General de Salud Pública y Sanidad Veterinaria. Este órgano asumía competencias en epidemiología, luchas y campañas sanitarias, prevención de enfermedades, promoción de la salud, sanidad ambiental y control de vigilancia sanitaria de actividades, establecimientos y locales públicos e industriales, de los alimentos y sus centros de producción y distribución, así como de cualesquiera otras relacionadas con la salud pública.
En 1979 se simplifica su nombra a Dirección General de Salud Pública y mantiene sus competencias y su estructura a través de tres subdirecciones generales. Un año más tarde, se crea una cuarta subdirección general para encargarse específicamente de la higiene alimentaria. Aunque con ligeros cambios de dominación y funciones de las subdirecciones, se mantiene igual hasta 1986 cuando pasa a llamarse Dirección General de Salud Alimentaria y Protección de los Consumidores y su estructura se reduce a tres subdirecciones generales. Igualmente, las funciones epidemiológicas pasan a la Subsecretaría.
Una reforma de 1991 establece una distribución dual de las competencias de este órgano directivo. Por una parte, la Dirección General de Protección de los Consumidores que, a pesar de su nombre, no debe confundirse con la Dirección General de Consumo, asumía la sanidad exterior, sanidad ambiental e higiene alimenticia. Por otra parte, la Dirección General de Salud Pública, que asume las competencias tradicionales de este órgano en lo relativo a epidemiología y zoonosis. Esta situación dual apenas dura un año, puesto que en 1992 se reagrupan todas las competencias en un mismo órgano, la Dirección General de Salud Pública estructurada a través de cuatro subdirecciones.

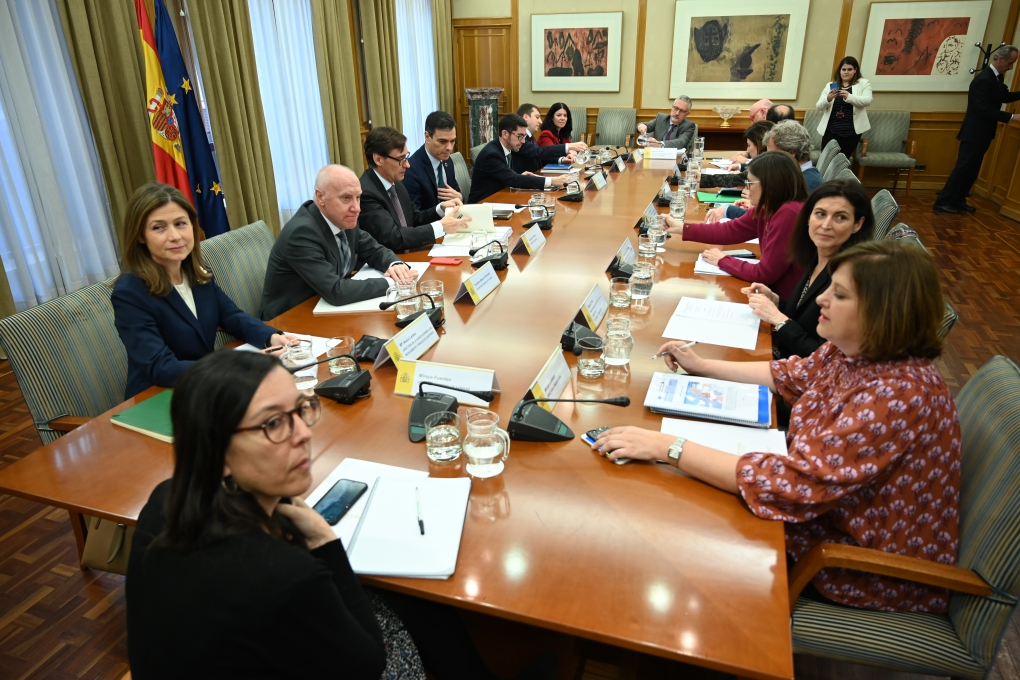
La DGSP es un órgano vital en las pandemias como la de COVID-19. En la imagen, el Presidente del Gobierno con los principales responsables sanitarios del país.

En 1996 asumió las competencias de la Dirección General de Aseguramiento y Planificación Sanitaria sobre la elaboración del Plan de Salud del Ministerio de Sanidad y Consumo y sobre la elaboración y seguimiento de Planes de Salud conjuntos y la elaboración, propuesta y seguimiento del Plan Integrado de Salud. En el 2000 pierde estas competencias y se renombra Dirección General de Salud Pública y Consumo. En el año 2002 se suprime la Subdirección General de Seguridad Alimentaria y se modifica la Subdirección General de Sanidad Exterior y Veterinaria que pasa a denominarse Subdirección General de Sanidad Exterior. Esto se debe a que algunas funciones son asumidas por la Agencia Española de Seguridad Alimentaria.
En 2003 vuelve a denominarse simplemente Dirección General de Salud Pública hasta finales de 2011, cuando se renombra a Dirección General de Salud Pública, Calidad e Innovación. Con esta reforma, se crean las subdirecciones generales de Calidad y Cohesión y de Información Sanitaria e Innovación y se suprime la Agencia de Calidad del Sistema Nacional de Salud, cuyas funciones son asumidas por este órgano. En 2017 se le adscribe la Comisión de Ayudas Sociales a los afectados por el Virus de Inmunodeficiencia Humana y pierde las competencia de Alta Inspección del Sistema Nacional de Salud en favor de la Dirección General de Ordenación Profesional. En 2018 únicamente se modifica la denominación de alguna subdirección general.
En 2020, fue renombrada como Dirección General de Salud Pública tras perder las funciones relativas a calidad, innovación e información sanitaria del SNS, que pasaron a la nueva Secretaría General de Salud Digital, Información e Innovación del Sistema Nacional de Salud.

## Órganos y funciones
De la Dirección General dependen los siguientes órganos:
- La Subdirección General de Sanidad Exterior, a la que le corresponde ejercer las competencias del Ministerio en materia de sanidad exterior, es decir, aquellas que se realicen en materia de vigilancia y control de los posibles riesgos para la salud derivados de la importación, exportación o tránsito de mercancías y del tráfico internacional de viajeros. Esto tramitar las solicitudes de autorización de importación y exportación de células y tejidos humanos, incluidas las células reproductoras para su uso en humanos, sangre y componentes sanguíneos humanos para uso transfusional y muestras de material biológico o de agentes biológicos patógenos para humanos para fines diagnósticos o de investigación.
- El Centro de Coordinación de Alertas y Emergencias Sanitarias, al que le corresponde monitorizar los riesgos para la salud de carácter nacional e internacional, diseñar y coordinar la ejecución de los planes de respuesta ante emergencias sanitarias, y desarrollar y coordinar la Red de Vigilancia en Salud Pública.
- La Subdirección General de Promoción, Prevención y Equidad en Salud, a la que le corresponde diseñar e implementar estrategias, planes, programas e iniciativas de promoción de la salud y su equidad, así como lo mismo para estilos de vida saludables, prevención y control de todo tipo de enfermedades y sus factores de riesgo, y promover el desarrollo de iniciativas, programas y actividades para la prevención del consumo de riesgo de alcohol y tabaco. También fomenta la salud maternal y de la infancia, así como la salud sexual y reproductiva y la prevención de embarazos no deseados
- La Subdirección General de Sanidad Ambiental y Salud Laboral, a la que le corresponde identificar, evaluar, gestionar y comunicar los riesgos para la salud que puedan derivarse de los factores ambientales; la vigilancia de los agentes físicos, químicos o biológicos presentes en el agua, aire, suelo o hábitat y de las situaciones ambientales que afectan o puedan afectar a la salud pública; así como la identificación de las políticas de cualquier sector que reducen los riesgos ambientales para la salud y la gestión de redes de vigilancia y alerta sanitaria de riesgos ambientales. También, se encarga de realizar las actuaciones relacionadas con la promoción y protección de la salud laboral competencia del Ministerio de Sanidad, así como las que correspondan al Departamento en el marco de la Comisión Nacional de Seguridad y Salud en el Trabajo y las relaciones con las comunidades autónomas en el ámbito de la salud pública.
- La Subdirección General de Calidad Asistencial, a la que le corresponde diseñar, coordinar e implementar políticas orientadas a mejorar la calidad de la prestación del servicio de salud. Asimismo, fomenta las buenas prácticas sanitarias y establece estándares de calidad y seguridad sanitaria.
- La División de Control de VIH, ITS, hepatitis virales y tuberculosis, a la que corresponde diseñar e implementar a nivel nacional e internacional los programas, planes y estrategias de prevención y control del Virus de Inmunodeficiencia Humana (VIH), Infecciones de Transmisión Sexual (ITS), hepatitis virales y tuberculosis, así como la formación de profesionales en relación con el impacto en la salud pública de las mismas. También, gestiona las ayudas solicitadas por las entidades sin ánimo de lucro para las actividades de prevención y control del VIH y otras ITS en lo que al ámbito competencial del Ministerio de Sanidad se refiera. Por otra parte, ejerce las secretarías del Plan Nacional sobre el SIDA y de la Comisión Nacional de Coordinación y Seguimiento de Programas de Prevención del SIDA.

### Organismos adscritos
- La Secretaría del Plan Nacional sobre el Sida.
- La Comisión Nacional de Coordinación y Seguimiento de Programas de Prevención del Sida.
- La Comisión Nacional de Hemoterapia.
- El Observatorio de Salud y Cambio Climático.[31]
- La Comisión de Evaluación de las Ayudas Sociales.
- La Comisión de Ayudas Sociales a los afectados por el VIH.

## Directores generales
La siguiente lista incluye todas las personas, con rango de director general, que asumieron la dirección sanitaria entre 1847 y la actualidad. No se incluyen aquellos que pudieran haber ostentado el cargo de forma interina.
| Titular                                     | Mandato    | Jefe de Gobierno | Jefe/a de Estado                        |
| ------------------------------------------- | ---------- | --- | --------------------------------------- |
| Diego Martínez de la Rosa (1)               | 1847       | Carlos Martínez de Irujo | Isabel II (1833-1868)                   |
| Manuel de Zarazaga (1)                      | 1847-1850  | Carlos Martínez de IrujoJoaquín Francisco PachecoFlorencio García GoyenaRamón María NarváezSerafín María de Sotto                             | Isabel II (1833-1868)                   |
| Carlos Espínola (1)                         | 1850-1852  | Ramón María NarváezJuan Bravo Murillo | Isabel II (1833-1868)                   |
| Suprimida entre 1852 y 1853.                |            | |                                         |
| Eugenio Moreno López (2)(1)                 | 1853-1854  | Francisco Lersundi HormaecheaLuis José Sartorius                                                                                              | Isabel II (1833-1868)                   |
| Joaquín Íñigo (1)(2)                        | 1854-1856  | Baldomero EsparteroLeopoldo O'Donnell | Isabel II (1833-1868)                   |
| Eduardo González Pedroso (2)                | 1856-1857  | Ramón María Narváez | Isabel II (1833-1868)                   |
| Juan de la Cruz Osés (2)                    | 1857-1858  | Francisco Armero Peñaranda | Isabel II (1833-1868)                   |
| Tomas Rodríguez Rubí (2)                    | 1858-1864  | Francisco Javier de Istúriz | Isabel II (1833-1868)                   |
| Miguel Zorrilla (2)                         | 1864       | Lorenzo Arrazola | Isabel II (1833-1868)                   |
| José Luis Nacarino Brabo (2)                | 1864-1865  | Ramón María Narváez | Isabel II (1833-1868)                   |
| José María Ródenas (2)                      | 1865       | Leopoldo O'Donnell | Isabel II (1833-1868)                   |
| Román Goicoerrotea (3)                      | 1865       | Leopoldo O'Donnell | Isabel II (1833-1868)                   |
| Daniel Carballo (3)                         | 1865-1866  | Leopoldo O'Donnell | Isabel II (1833-1868)                   |
| José María Ródenas (2)                      | 1866-1867  | Ramón María Narváez | Isabel II (1833-1868)                   |
| Juan Cavero (2)                             | 1867-1868  | Ramón María NarváezLuis González Bravo | Isabel II (1833-1868)                   |
| Suprimida entre julio y octubre de 1868.    |            | |                                         |
| Mariano Ballestero y Dolz (1)               | 1868-1870  | Francisco Serrano (regente) (1869-1871) | Francisco Serrano (regente) (1869-1871) |
| José Peris y Valero (1)                     | 1871       | Francisco SerranoManuel Ruiz Zorrilla | Amadeo I (1871-1873)                    |
| Joaquín Bañón y Algarra (1)                 | 1871-1872  | José MalcampoPráxedes Mateo SagastaFrancisco Serrano                                                                                          | Amadeo I (1871-1873)                    |
| José Peris y Valero (1)                     | 1872-1873  | Manuel Ruiz ZorrillaEstanislao FiguerasFrancisco Pi y Margall                                                                                 | Amadeo I (1871-1873)                    |
| Suprimida entre 1873 y 1874.                |            | |                                         |
| Julián García-San Miguel (1)                | 1874       | Francisco Serrano | Francisco Serrano (regente) (1869-1871) |
| Pedro Manuel de Acuña (1)                   | 1874-1875  | Juan de Zavala y de la PuentePráxedes Mateo SagastaAntonio Cánovas del Castillo                                                               | Francisco Serrano (regente) (1869-1871) |
| Salvador López Guijarro (1)                 | 1875       | Antonio Cánovas del Castillo | Alfonso XII (1874-1885)                 |
| Ramón de Campoamor (2)                      | 1875-1878  | Joaquín Jovellar SolerAntonio Cánovas del Castillo                                                                                            | Alfonso XII (1874-1885)                 |
| Antonio Guerola y Peyrolón                  | 1878-1879  | Antonio Cánovas del Castillo | Alfonso XII (1874-1885)                 |
| Federico Villalva (2)                       | 1879       | Arsenio Martínez Campos | Alfonso XII (1874-1885)                 |
| Castor Ibáñez de Aldecoa (2)                | 1879-1881  | Antonio Cánovas del Castillo | Alfonso XII (1874-1885)                 |
| Francisco Moreu Sánchez (2)                 | 1881       | Práxedes Mateo Sagasta | Alfonso XII (1874-1885)                 |
| Luis de Rute Giner (2)                      | 1881-1882  | Práxedes Mateo Sagasta | Alfonso XII (1874-1885)                 |
| Leandro Rubio Martínez (2)                  | 1882       | Práxedes Mateo Sagasta | Alfonso XII (1874-1885)                 |
| Pedro Antonio Torres (2)                    | 1882-1884  | Práxedes Mateo SagastaJosé de Posada Herrera                                                                                                  | Alfonso XII (1874-1885)                 |
| Ezequiel Ordóñez (2)                        | 1884-1885  | Antonio Cánovas del Castillo | Alfonso XII (1874-1885)                 |
| Arcadio Roda Rivas (2)                      | 1885       | Antonio Cánovas del Castillo | Alfonso XII (1874-1885)                 |
| Julián Zugasti y Sáenz (2)                  | 1885-1886  | Práxedes Mateo Sagasta | Alfonso XIII (1886-1931)                |
| Teodoro Baró y Sureda (2)                   | 1886-1890  | Práxedes Mateo Sagasta | Alfonso XIII (1886-1931)                |
| Carlos Castel y Clemente (2)                | 1890-1892  | Antonio Cánovas del Castillo | Alfonso XIII (1886-1931)                |
| Fernando Casani y Díaz de Mendoza (2)       | 1892       | Antonio Cánovas del Castillo | Alfonso XIII (1886-1931)                |
| Suprimido entre 1892 y 1899                 |            | |                                         |
| Carlos María Cortezo (3)                    | 1899-1900  | Francisco Silvela | Alfonso XIII (1886-1931)                |
| Francisco Cortejarena y Aldebó (3)          | 1900-1901  | Marcelo Azcárraga Palmero | Alfonso XIII (1886-1931)                |
| Ángel Pulido Fernández (3)                  | 1901-1902  | Práxedes Mateo Sagasta | Alfonso XIII (1886-1931)                |
| Carlos María Cortezo (3)                    | 1902-1904  | Francisco SilvelaRaimundo Fernández VillaverdeAntonio Maura                                                                                   | Alfonso XIII (1886-1931)                |
| Suprimido entre 1904 y 1917                 |            | | Alfonso XIII (1886-1931)                |
| Manuel Martín Salazar (3)                   | 1917-1923  | Manuel García PrietoEduardo DatoAntonio MauraÁlvaro de FigueroaJoaquín Sánchez de TocaManuel AllendesalazarGabino BugallalJosé Sánchez Guerra | Alfonso XIII (1886-1931)                |
| Francisco Murillo Palacios (3)              | 1923-1928  | Miguel Primo de Rivera | Alfonso XIII (1886-1931)                |
| Antonio Horcada Mateo (3)                   | 1928-1930  | Miguel Primo de Rivera | Alfonso XIII (1886-1931)                |
| José Alberto Palanca y Martínez Fortún (3)  | 1930-1931  | Dámaso BerenguerJuan Bautista Aznar | Alfonso XIII (1886-1931)                |
| Marcelino Pascua (3)                        | 1931-1933  | Niceto Alcalá-ZamoraManuel Azaña | Niceto Alcalá-Zamora (1931-1936)        |
| Julio Bejarano Lozano (3)                   | 1933       | Manuel Azaña | Niceto Alcalá-Zamora (1931-1936)        |
| José Verdes Montenegro y Páramo (3)         | 1933       | Alejandro Lerroux | Niceto Alcalá-Zamora (1931-1936)        |
| José María Gutiérrez Barreal (3)            | 1933-1934  | Alejandro Lerroux | Niceto Alcalá-Zamora (1931-1936)        |
| José Verdes Montenegro y Páramo (3)         | 1934       | Alejandro Lerroux | Niceto Alcalá-Zamora (1931-1936)        |
| Víctor Villoria Sánchez (3)                 | 1934-1935  | Alejandro Lerroux | Niceto Alcalá-Zamora (1931-1936)        |
| Rafael Castejón y Martínez de Arizala (3)   | 1935       | Alejandro Lerroux | Niceto Alcalá-Zamora (1931-1936)        |
| Mariano Fernández Horques (3)               | 1935       | Alejandro LerrouxJoaquín ChapaprietaManuel Portela                                                                                            | Niceto Alcalá-Zamora (1931-1936)        |
| Suprimida entre 1935 y 1936.                |            | |                                         |
| Jesús Jiménez y Fernández de la Reguera (3) | 1936       | Manuel AzañaAugusto Barcia TrellesSantiago Casares QuirogaDiego Martínez BarrioJosé Giral                                                     | Niceto Alcalá-ZamoraManuel Azaña        |
| Suprimida entre 1936 y 1937.                |            | |                                         |
| Rafael Jordá Alonso (4)                     | 1937       | Francisco Largo Caballero | Manuel Azaña                            |
| Carlos Díez Fernández (4)                   | 1937-1938  | Juan Negrín | Manuel Azaña                            |
| Eduardo Martínez de Alconchel (3)           | 1938-1939  | Juan Negrín | Manuel Azaña                            |
| José Alberto Palanca y Martínez Fortún (3)  | 1938-1957  | Francisco Franco (1939-1975) | Francisco Franco (1939-1975)            |
| Jesús García Orcoyen (3)                    | 1957-1973  | Francisco Franco (1939-1975) | Francisco Franco (1939-1975)            |
| Federico Bravo Morate (3)                   | 1973-1976  | Luis Carrero BlancoCarlos Arias Navarro | Juan Carlos I (1975-2014)               |
| Víctor Arroyo y Arroyo (3)                  | 1976-1977  | Adolfo Suárez | Juan Carlos I (1975-2014)               |
| Emilio Zapatero Villalonga (5)              | 1977-1978  | Adolfo Suárez | Juan Carlos I (1975-2014)               |
| Juan Carlos Ramiro Iglesias (5)             | 1978       | Adolfo Suárez | Juan Carlos I (1975-2014)               |
| Emiliano Esteban Velázquez (5)              | 1978-1979  | Adolfo Suárez | Juan Carlos I (1975-2014)               |
| Luis Valenciano Clavel (5)                  | 1979-1981  | Adolfo Suárez | Juan Carlos I (1975-2014)               |
| Luis Valenciano Clavel (5)                  | 1979-1981  | Leopoldo Calvo-Sotelo | Juan Carlos I (1975-2014)               |
| Ángel Fernández Nafria (5)                  | 1982       | | Juan Carlos I (1975-2014)               |
| Enrique Nájera Morrondo (5)                 | 1982-1985  | Felipe González | Juan Carlos I (1975-2014)               |
| Miguel Ángel de la Cal López (5)            | 1985-1988  | Felipe González | Juan Carlos I (1975-2014)               |
| Ismael Díaz Yubero (5)                      | 1988-1991  | Felipe González | Juan Carlos I (1975-2014)               |
| Juan José Francisco Polledo (6)             | 1991-1992  | Felipe González | Juan Carlos I (1975-2014)               |
| José María Carro Ramos (5)                  | 1991-1992  | Felipe González | Juan Carlos I (1975-2014)               |
| Juan José Francisco Polledo (5)             | 1992-2000  | Felipe González | Juan Carlos I (1975-2014)               |
| Juan José Francisco Polledo (5)             | 1992-2000  | José María Aznar | Juan Carlos I (1975-2014)               |
| María Dolores Flores Cerdán (5)             | 2000-2002  | | Juan Carlos I (1975-2014)               |
| José María Martín Moreno (5)                | 2002-2004  | | Juan Carlos I (1975-2014)               |
| Manuel Oñorbe de Torre (5)                  | 2004-2008  | José Luis Rodríguez Zapatero | Juan Carlos I (1975-2014)               |
| Ildefonso Hernández Aguado (5)              | 2008-2011  | José Luis Rodríguez Zapatero | Juan Carlos I (1975-2014)               |
| Carmen Amela Heras (5)                      | 2011-2012  | José Luis Rodríguez Zapatero | Juan Carlos I (1975-2014)               |
| Carmen Amela Heras (5)                      | 2011-2012  | Mariano Rajoy | Juan Carlos I (1975-2014)               |
| María Mercedes Vinuesa Sebastián (5)        | 2012-2014  | | Juan Carlos I (1975-2014)               |
| José Javier Castrodeza Sanz (5)             | 2014-2015  | | Juan Carlos I (1975-2014)               |
| José Javier Castrodeza Sanz (5)             | 2014-2015  | Felipe VI (2014-presente) |                                         |
| Elena Andradas Aragonés (5)                 | 2015-2018  | |                                         |
| Pilar Aparicio Azcárraga (5)                | 2018-2024  | Pedro Sánchez |                                         |
| Pedro Gullón Tosio (7)                      | 2024-pres. | Pedro Sánchez |                                         |

(1) Beneficencia, Corrección y Sanidad/Establecimientos penales, Beneficencia y Sanidad

(2) Beneficencia y Sanidad

(3) Sanidad

(4) Luchas Sanitarias

(5) Salud Pública

(6) Protección de los Consumidores

(7) Salud Pública y Equidad en Salud